# Носковский, Владислав
Владислав Носковский (пол. Władysław Noskowski; 1841, Варшава, Российская империя — 1881, Лемберг, Цислейтания, Австро-Венгрия) — австрийский польский агроном, поэт, писатель, журналист, переводчик, преподаватель, музыкальный деятель и научный писатель по льноводству, публицист.

## Биография
Родился в российском Царстве Польском, был сыном Юзефа Ляды-Носковского, нотариуса и правительственного архивариуса. Окончил реальную гимназию в Варшаве. Высшее сельскохозяйственное образование получил в Политехнической школе в Цюрихе. В 1869—1870 годах был направлен Галицийским фермерским обществом (Галиция в то время входила в состав Австро-Венгрии) в Бельгию для продолжения образования. После возвращения опубликовал на основе своих наблюдений там обширный доклад «Kultura lna w Belgii» (Львов, 1871). Написал отмеченную премией на сельскохозяйственном конкурсе, организованном Галицийским фермерским обществом, работу «Podręcznik uprawy lnu i wyprawy włókna lnianego» (1872). В 1871—1872 годах был преподавателем химии в сельскохозяйственной школе в Дубланах.
Вёл активную литературную деятельность. Перевёл басни Лафонтена, совместно с Зыгмунтом Сарнецким составил либретто оперы «Конрад Валленрод» для Владислава Зеленьского (по поэме Адама Мицкевича), писал в «Echo» юмористические стихи (под псевдонимом Nostradamus). Был активным сотрудником «Echa» и «Wieku», редактировал «Kolce». Написал также отмеченный критикой юмористический рассказ «Wyprawa do Milokarpia». Согласно оценке в Польском биографическом словаре, «был всесторонним человеком, одарённым литературно и музыкально»: помимо литературной деятельности, читал лекции по музыке, сам давал концерты и писал музыкально-критические статьи. Написал 3-актный водевиль «Piorun», автором музыки к которому выступил его брат Зыгмунт.